# 中国致公党广西壮族自治区委员会
中国致公党广西壮族自治区委员会，简称致公党广西区委会、广西致公党，是中国致公党在广西壮族自治区的地方组织。